# Gene Ammons
Gene Ammons (Chicago, 14 de abril de 1925 - Ib., 6 de agosto de 1974), conocido por Jug, fue un músico estadounidense de jazz, saxofonista tenor y teclista. Sus estilos fueron el bop, el soul jazz y el hard bop.  Es recordado por su música accesible, impregnada de soul y R&B.

## Reseña biográfica
Hijo del pianista de boogie woogie Albert Ammons, estudió música en el DuSable High School (Chicago) bajo la tutela de Captain Walter Dyett, el renombrado director musical que lanzó al estrellato a otros de los grandes como Nat King Cole, Bo Diddley y Dinah Washington. Durante sus estudios de saxofón dos de los grandes dejaron buena huella en él: Coleman Hawkins y Lester Young. Al igual que ambos, Gene desarrolló un tono inconfundible, con un sexto sentido para las baladas y una potencia impresionante para el bebop. En su propia página se dice que su tono es "big, bluesy and soulfull". Incluso en las clase magistrales que dio a jóvenes músicos les recomendaba, citando palabras textuales: "I would tell them to get a sound. Practice their sound. That's the most important thing".
Trabajó a los 18 años con la orquesta de King Kolax (trompetista). Su primer instrumento fue el teclado, con el que alcanzó la fama tocando en la orquesta de Billy Eckstine (trompetista y vocalista, gran rompedor de barreras raciales) entre 1944 y 1947, destacando su acompañamiento a Dexter Gordon en la grabación del famoso tema de Eckstine "Blowing the Blues Away".
En 1947 Gene forma su propio quinteto con el que grabaría su primer hit, la canción llamada "Red Top".
En 1949, Ammons sustituye a Stan Getz en la banda Woody Herman's Second Herd.
En 1950 se une a Sonny Stitt, dejando como sello de identidad los "duelos" entre ambos, lo cual dio mucha popularidad a la banda.
A lo largo de los años 50 Gene grabó fundamentalmente como artista principal para Prestige Records. Sin embargo en 1958 un tropezón en el mundo de los narcóticos lo sentencia a 2 años de cárcel (arrestado por posesión de drogas). Después de este paréntesis se encuentra con que el mundo del jazz está cambiando, o mejor dicho, evolucionando. Muchos grupos empiezan a sustituir el clásico piano por un novedoso Hammond B-3, un órgano que aporta una onda más funky al género. Más lejos de que el cambio deje a Ammons 'obsoleto', la combinación de los tonos de ambos instrumentos le hace salir triunfante y le lleva hacia el éxito, aunque no por mucho tiempo. En 1962 es arrestado de nuevo por posesión de drogas y esta vez la condena es de 15 años, quedando libre realmente en 1969. Durante los 60 la música de 'Jug' se mantiene viva y en la calle gracias al gran catálogo que Gene había grabado con Prestige Records. La casa sacó a la luz parte de este material durante el periodo en el que el saxofonista estuvo en la cárcel.
En 1969 y tan solo dos semanas después de ser puesto en libertad, vuelve a las tarimas del Plugged Nickel (Chicago) liderando un pequeño grupo (entonces se encontraba también King Kolax, aquel trompetista junto al que empezó tocando el órgano). Desde este momento en el que demuestra que está en plena forma, vuelve a sus sesiones de grabación con Prestige Records, incluyendo colaboraciones con Dexter Gordon y Sonny Stitt.
Ammons murió en Chicago el 6 de agosto de 1974, a la edad de 49 años, a causa de un cáncer de huesos y una neumonía. Fue enterrado en el cementerio Lincoln de Blue Island, Illinois. La última canción que había grabado, y sin saber todavía de su enfermedad, fue "Goodbye" (marzo de 1974, NY).
Así como algunos le llamaban "the soul of Chicago Tenor Saxophone" la gran mayoría le apodaba simplemente "Jug", y nada mejor que este segundo para definir su estilo y habilidad para decir más con menos.

## Discografía

### Como líder
- Golden Saxophone (Savoy, 1952)
- All Star Sessions (Prestige, 1950–55) - con Sonny Stitt
- The Happy Blues (Prestige, 1956)
- Jammin' with Gene (Prestige, 1956)
- Funky (Prestige, 1957)
- Jammin' in Hi Fi with Gene Ammons (Prestige, 1957) - también publicado como The Twister
- The Big Sound (Prestige, 1958)
- Groove Blues (Prestige, 1958)
- Blue Gene (Prestige, 1958)
- The Swingin'est (Juggin'Around) (Vee-Jay, 1958) - con Benny Green
- Boss Tenor (Prestige, 1960)
- Nice an' Cool (Prestige Moodsville, 1961) (CD Gentle Jug Prestige 1992)
- Jug (Prestige, 1961)
- Groovin' with Jug (Pacific Jazz, 1961) - con Richard "Groove" Holmes
- Dig Him! (Argo, 1961) - con Sonny Stitt - también publicado como We'll Be Together Again (Prestige)
- Boss Tenors (Verve, 1961) - con Sonny Stitt
- Just Jug (Argo, 1961) - también publicado como Gene Ammons Live! in Chicago (Prestige)
- Up Tight! (Prestige, 1961) (CD Prestige 1994)
- Boss Soul! (Prestige, 1961) (CD - Up Tight Prestige 1994)
- Twisting the Jug (Prestige, 1961) (CD - Organ Combos Prestige) - con Joe Newman y Jack McDuff
- Brother Jack Meets the Boss (Prestige, 1962) - con Jack McDuff
- Boss Tenors in Orbit! (Verve, 1962) - con Sonny Stitt
- Soul Summit (Prestige, 1962) - con Sonny Stitt y Jack McDuff
- Nothin' But Soul (Up Front, 1962) - con Howard McGhee
- Soul Summit Vol. 2 (Prestige, 1961–62) - con Etta Jones y Jack McDuff
- Late Hour Special (Prestige, 1961-62 [1964])
- The Soulful Moods of Gene Ammons (Moodsville, 1962) (CD Gentle Jug Prestige 1992)
- Blue Groove (Prestige, 1962 [1982])
- Preachin' (Prestige, 1962)
- Jug & Dodo (Prestige, 1962 [1972]) - con Dodo Marmarosa
- Velvet Soul (Prestige, 1960-62 [1964]) (CDs Organ Combos and A Stranger In Town - Prestige)
- Angel Eyes (Prestige, 1960-62 [1965]) (CDs Organ Combos and Gentle Jug Vol 2 Prestige)
- Sock! (Prestige, 1954-62 [1965])
- Bad! Bossa Nova (Prestige, 1962)
- The Boss Is Back! (Prestige, 1969)
- Brother Jug! (Prestige, 1969)
- Night Lights (Prestige, 1970)
- The Chase! (Prestige, 1970) - con Dexter Gordon
- The Black Cat! (Prestige, 1970)
- You Talk That Talk! (Prestige, 1971) - con Sonny Stitt
- My Way (Prestige, 1971)
- Chicago Concert (Prestige, 1971) - con James Moody
- Free Again (Prestige, 1972)
- Got My Own (Prestige, 1972)
- Big Bad Jug (Prestige, 1972)
- God Bless Jug and Sonny (Prestige, 1973 [2001]) - con Sonny Stitt
- Left Bank Encores (Prestige, 1973 [2001]) - con Sonny Stitt
- Gene Ammons and Friends at Montreux (Prestige, 1973)
- Gene Ammons in Sweden (Enja, 1973)
- Brasswind (Prestige, 1973)
- Together Again for the Last Time (Prestige, 1973) - con Sonny Stitt
- Goodbye (Prestige, 1974)

### Como músico de sesión
Con Bennie Green
- Soul Stirrin' (Blue Note 1958)

Con Richard "Groove" Holmes
- Tell It Like It Tis (Pacific Jazz, 1961 [1966])

Con Charles Mingus
- Charles Mingus and Friends in Concert (Columbia, 1972)

Con Sonny Stitt
- Kaleidoscope (Prestige, 1950 [1957])
- Stitt's Bits (Prestige, 1950 [1958])